# Erick Rowan
Joseph Ruud (né le 28 novembre 1981 à Minneapolis (Minnesota)) est un catcheur (lutteur professionnel) américain. Il travaille actuellement à la World Wrestling Entertainment, dans la division Raw, sous le nom d'Erick Rowan.

## Carrière

### Circuit indépendant (2003-2011)
Ruud débute dans le catch en 2003, et est entraîné par Eddie Sharkey.
Il remporte son premier combat sous le nom de Thoruf face à Ted Dixon le 6 décembre 2003.
Le 1er mai 2004, il change son nom de ring pour Thoruf Marius et gagne son match contre John Johnson.
Le 19 janvier 2008, il fait son retour en battant Daryl Hall.
Le 25 avril 2009, il perd son dernier match à la fédération face à Daryl Hall.

### World Wrestling Entertainment (2011-2020)

#### Florida Championship Wrestling (2011-2012)
Début 2011, il signe un contrat de développement à la World Wrestling Federation et est envoyé à la Florida Championship Wrestling. Il fait ses débuts le 3 juillet en perdant avec James Bronson contre Derrick Bateman et Kenneth Cameron. Il combat ensuite divers adversaires. 
Après des mois d'absence, il fait son retour le 24 juin 2012 en battant Benicio Salazar.

#### NXT Wrestling (2012-2013)
Dans le même temps, à la suite de la fermeture de la FCW, il est envoyé à NXT, qui est devenu le nouveau territoire de développement de la WWE. Il fait ses débuts le 12 décembre en battant Oliver Grey.
Le 8 mai 2013 à NXT, il gagne avec Luke Harper contre Adrian Neville et Bo Dallas et ils remportent les NXT Tag Team Championship. Ils perdent les titres le 20 juin face à Neville et Corey Graves.

#### The Wyatt Family (2013-2014)

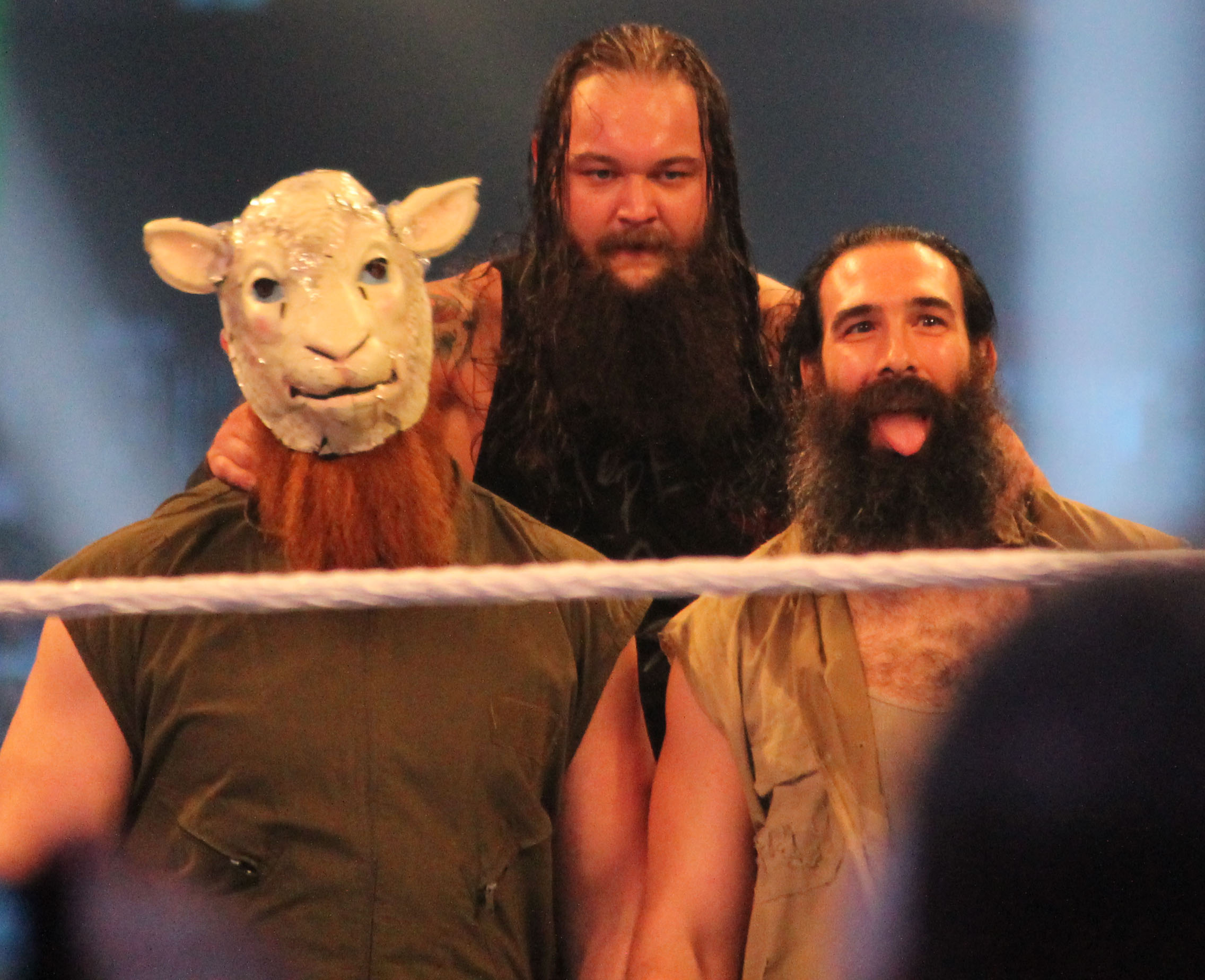
Erick Rowan (à gauche), avec Bray Wyatt (au milieu) et Luke Harper (à droite) au sein de la famille Wyatt.

Le 27 mai à Raw, une promo annonce les débuts prochainement de The Wyatt Family dans le roster. La Wyatt Family fait ses débuts le 8 juillet à Raw en attaquant Kane. Lors du SmackDown du 26 juillet, il fait son premier match avec Luke Harper contre Brodus Clay et Tensai, match qu'ils gagnent. Lors de Survivor Series, lui et Luke Harper perdent face à CM Punk et Daniel Bryan. Lors de TLC, la Wyatt Family bat Bryan.
Le 26 janvier 2014 au Royal Rumble, il participe au Royal Rumble match, où il est éliminé par le futur gagnant, Batista.
Lors de Elimination Chamber, la Wyatt Family bat The Shield.
Lors de Money in the Bank, lui et Harper perdent face aux Usos et ne remporte pas les Tag Team Championship. Lors de Battleground, lui et Harper perdent de nouveau face aux Usos et ne remportent pas les championnats par équipes de la WWE.

#### Débuts en solo (2014-2015)
Il fait ses débuts en solo le 17 novembre en se joignant à l'équipe de John Cena pour les Survivor Series. L'équipe Cena gagne face à l'équipe de Triple H lors des Survivor Series. Lors de TLC, il perd contre le Big Show dans un Steel Stairs Match.
Le 22 février 2015 lors de Fastlane, il perd avec Dolph Ziggler et Ryback face à Big Show, Seth Rollins et Kane.

#### Retour de la Wyatt Family et draft àSmackDown(2015-2017)
Le 7 mai à SmackDown, il vient attaquer Fandango après le combat de ce dernier face à Luke Harper. Le 11 mai à Raw, il se fait accompagner par Luke Harper lors de son combat face à Fandango, qu'il remporte. Après quelque combats par équipe avec Harper jusqu'au mois de juin, on apprend qu'il est blessé et qu'il ne reviendra pas avant octobre. 
Il réalise son retour le 19 octobre en étant avec la Wyatt Family en remplaçant Luke Harper (qui était absent pour des raisons personnelles), en faisant face à Roman Reigns, Dean Ambrose et Seth Rollins dans laquelle son équipe a remporté le match après que Rollins est sorti du match. Lors de TLC, ils battent les ECW Originals dans un 8-man Tag Team Elimination Tables match. Erick Rowan est éliminé avant la fin du match.
Le 24 janvier 2016 au Royal Rumble, il participe au Royal Rumble match, où il rentre en 21e position, mais sans succès en se faisant éliminer par Brock Lesnar en 17e position.
Le 19 juillet, il est drafté à SmackDown avec Bray Wyatt. Le 16 août à SmackDown, après la défaite d'Erick Rowan contre Ambrose, Wyatt s'en va, le laissant seul avec son masque de mouton posé sur sa chaise. 
Peu après, il se blesse et doit s'éloigner des rings pendant plusieurs mois. Il fait son retour à SmackDown le 4 avril 2017, ou il attaque Randy Orton. Plus tard dans la soirée, il fait équipe avec Wyatt contre Orton et Harper, où ils perdent. Lors de Backlash, il perd contre Harper.

#### The Bludgeon Brothers, SmackDown Tag Team Champions et blessure (2017-2018)

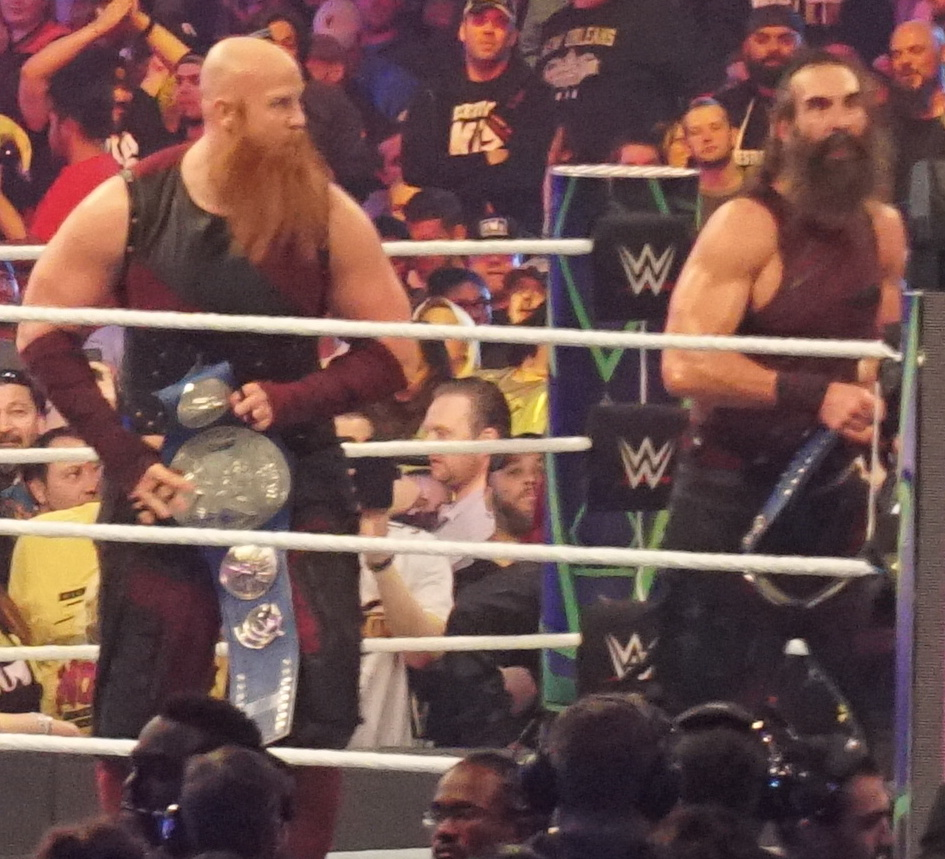
Rowan et Harper avec les titres par équipes de SmackDown lors de WrestleMania 34.

Lors du SmackDown Live du 10 octobre, Harper et Rowan font une apparition, annonçant leurs nouvelle équipe Bludgeon Brothers,. La WWE ne mentionne plus « Erick », donc son nom est maintenant « Rowan ». Le 21 novembre à SmackDown Live, Harper et lui jouent leur premier match en tant que Bludgeon Brothers en battant The Hype Bros (Zack Ryder et Mojo Rawley). Lors de Clash of Champions, ils battent Breezango.
Le 11 mars 2018 lors de Fastlane, Harper et Rowan attaquent The Usos & The New Day au milieu de leur match.
Lors de WrestleMania 34, ils battent The Usos et The New Day (Big E et Kofi Kingston) et remportent les championnats par équipes de SmackDown,. Le 7 avril lors du Greatest Royal Rumble, The Bludgeon Brothers conservent leurs titres par équipe en battant les Usos. Lors de Money in the Bank, ils conservent leurs titres par équipe en battant Luke Gallows et Karl Anderson. Lors d'Extreme Rules, ils conservent leurs titres en battant la Team Hell No après les avoir attaqués plus tôt dans la soirée. Lors de Summerslam, ils conservent leurs titres par équipe en perdant par disqualification leur match contre le New Day (Xavier Woods et Big E).
Deux jours plus tard à SmackDown Live, ils perdent leurs titres par équipe contre The New Day (Kofi Kingston et Xavier Woods) au cours d'un no disqualification match. Dans le même temps, il est annoncé que Rowan s'est blessé au biceps, qu'il doit se faire opérer et qu'il devra donc s'absenter pendant 4 à 6 mois.

#### Alliance avec Daniel Bryan et double champion par équipe deSmackDown(2019)
Le 27 janvier 2019 au Royal Rumble, il intervient dans le match entre Daniel Bryan et AJ Styles, pour le titre de la WWE, en portant un chokeslam au second, permettant au premier de conserver son titre et formant une alliance avec lui. 
Le 7 mai à SmackDown Live, Bryan et lui deviennent les nouveaux champions par équipe de SmackDown en battant les Usos, remportant les titres pour la seconde fois de sa carrière. Le 19 mai lors du pré-show à Money in the Bank, ils perdent face aux Usos dans un match sans enjeu. Le 23 juin à Stomping Grounds, ils conservent leurs titres en battant Heavy Machinery.
Le 14 juillet à Extreme Rules, ils perdent un Triple Threat Tag Team Match face au New Day, qui inclut également Heavy Machinery, ne conservant pas leurs titres.

#### Rivalité avec Roman Reigns et alliance avec Luke Harper (2019)
Le 3 septembre à SmackDown Live, il reconnaît être fier des attaques lancées contre Roman Reigns et met fin à son alliance avec Daniel Bryan. Le 15 septembre à Clash of Champions, aidé par Luke Harper, il bat le Samoan. 
Le 6 octobre à Hell in a Cell, Luke Harper et lui perdent face à Roman Reigns et Daniel Bryan dans un tornado tag team Match.

#### Draft àRawet départ (2019-2020)
Le 14 octobre à Raw, lors du Draft, il est annoncé être transféré au show rouge par Stephanie McMahon.
Le 26 janvier 2020, il entre dans le Royal Rumble masculin en 3e position, mais se fait immédiatement éliminer par Brock Lesnar.
Le 15 avril, la WWE le libère de son contrat.

### Circuit Indépendant (2020-2024)
Le 14 mai, il fait son retour sur le circuit indépendant sous le nom d'Erick Redbeard. 

### All Elite Wrestling (2020-2022)
Le 30 décembre 2020 à Dynamite: Tribute to Brodie Lee, il fait une apparition à la All Elite Wrestling en portant un slam à Wardlow, pendant le match entre Alex Reynolds, John Silver, "Hangman" Adam Page, Ortiz, Santana et MJF, gagnés par les premiers. Après le combat, il rend hommage à son ancien partenaire Brodie Lee avec un message d'adieu et fond en larmes dans les bras des deux membres du Dark Order et du bourreau[Qui ?].
Le 4 mars 2022 à Rampage, il fait son retour, aide PAC et Penta Oscuro, faisant fuir la House of Black. Deux soirs plus tard lors du pré-show à Revolution, ses deux partenaires et lui perdent face à House of Black dans un 6-Man Tag Team Match.

### Retour à la World Wrestling Entertainment (2024-...)
Le 25 août 2023 à Smackdown, il fait une brève apparition pour rendre hommage à son ancien partenaire Bray Wyatt, mort la veille d'une crise cardiaque, ainsi que Terry Funk, décédé deux jours avant. Il signe un contrat avec la WWE vers début le début de l’année 2024[réf. nécessaire].
Le 17 juin 2024 à Raw, il fait son retour à la World Wrestling Entertainment après quatre ans d'absence, sous le nom de Ramblin Rabbit aux côtés d'Uncle Howdy, Dexter Lumis, Joe Gacy et Nikki Cross.
Le 9 septembre à Raw, sous l'assistance d'Uncle Howdy, il dispute son premier match aux côtés de ses trois partenaires et ensemble, ils battent American Made (Chad Gable, The Creed Brothers et Ivy Nile) dans un 8-Person Mixed Street Fight Tag Team match.

## Vie privée
Il est issu d'une famille ayant des origines norvégiennes et issu de la région de Nannestad[réf. nécessaire]. 
C'est aussi un grand fan de musique Heavy metal. Lors de chacun de ses matchs, il porte un tee-shirt en hommage à différents groupes de metal (comme Alestorm, Kreator, Amon Amarth, etc.)[réf. nécessaire]

## Palmarès
- French Lake Wrestling Association

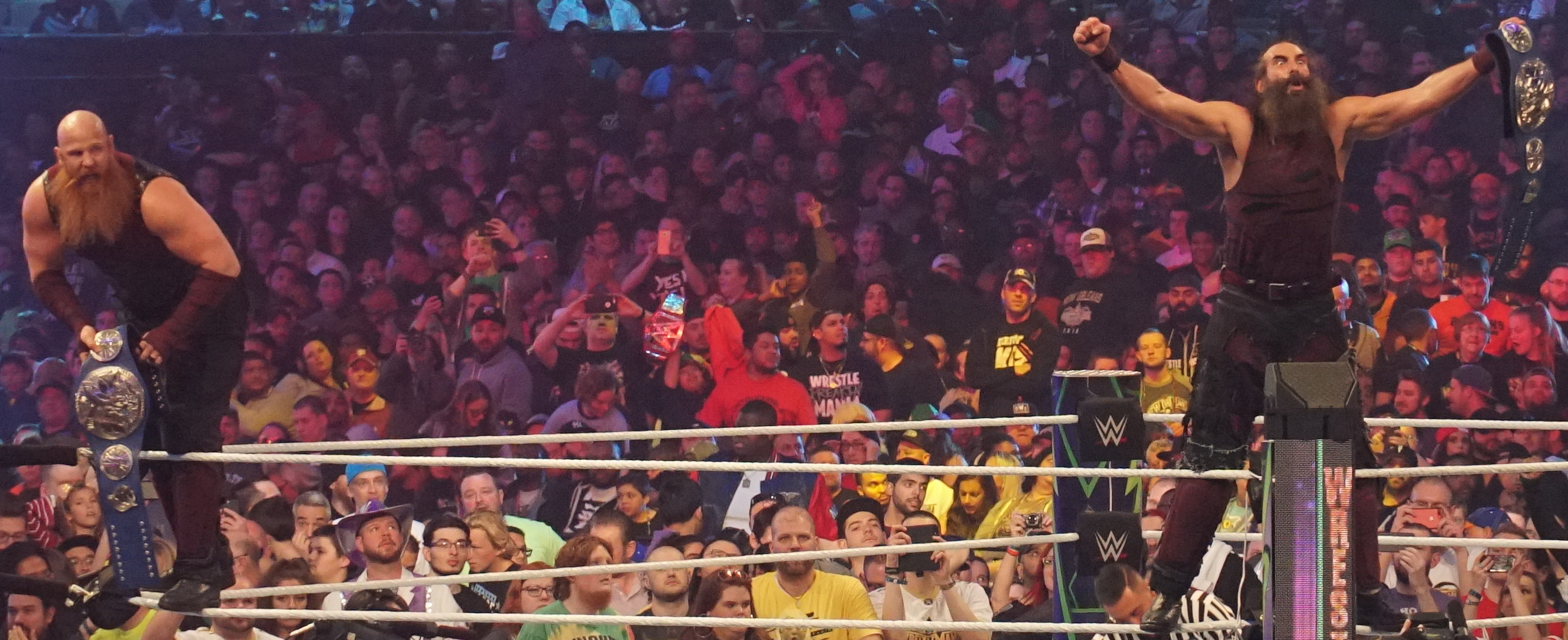
Rowan et Harper, avec les titres par équipes de SmackDown lors de WrestleMania 34.

  - 1 fois FLWA Heavyweight Champion
- Insane Wrestling Revolution
  - 1 fois IWR World Heavyweight Champion
- World Series Wrestling
  - 1 fois WSW Tag Team Champion avec Mike Basso (actuel)
- World Wrestling Entertainment
  - 1 fois NXT Tag Team Champion avec Luke Harper
  - 2 fois WWE SmackDown Tag Team Championship avec Harper (1) et Daniel Bryan (1)
  - Slammy Award pour le Match de l'année en 2014 - Team Cena contre Team Authority aux Survivor Series
- Autres titres
  - 1 fois Doublewide Bar Champion (actuel)

## Récompenses de magazines
- Pro Wrestling Illustrated

| Année | 2013 | 2014 | 2015 | 2016 | 2017 | 2018 | 2019 | 2020 |
| ----- | ---- | ---- | ---- | ---- | ---- | ---- | ---- | ---- |
| Rang  | 145  | 57   | 111  | 151  | 218  | 88   | 92   | 179  |